# CzechBoys
CzechBoys（チェコ・ボーイズ）は、ゲイポルノのアダルトフィルムスタジオ、アダルトWebサイト、アダルトコンテンツプロバイダー。CzechBoysは1999年にPavel Radaによって設立され、チェコ共和国のプラハを拠点としている。同社の主要なウェブサイトであるCzechBoys.comは、ゲイ・エロティックのオンラインマガジンの形式で提供されており、日刊で新しい号が発行されている 。
2003年、CzechBoysは、CzechBoysContent.comの立ち上げにより、オンラインゲイアダルト業界のコンテンツプロバイダーとなった 。2006年、同社は独占コンテンツの販売に拡大し、Raging Stallion Studiosの一部門であるPistol Mediaと提携して、アダルトWebサイトにビデオを提供した。

## 賞とノミネート
CzechBoysは、2002年から数々の賞にノミネートされており 、「ネット上のベスト・ゲイ・アダルトペイ・サイト」のカテゴリーでゲイ・エンターテインメント・アワードからノミネートされた。 CzechBoysは、 European Gay Porn Awards で4つの賞にノミネートされ、「Best Twink Site」の賞を受賞した 。最新のノミネートは、ゲイ・ビデオ・アワード2010でのTwink Party Volume 7のノミネートで、ラッキー・テーラー（別名Lukaso）は「Best Top Performer」の一人にもノミネートされた 。

## ビデオグラフィー（一部）
- Twink Party（Vol.1-7）